# Senegals herrlandslag i basket
Senegals herrlandslag i basket (franska: Équipe du Sénégal de basket-ball) representerar Senegal i basket på herrsidan. Laget slutade på elfte plats i 1980 olympiska turnering.

### Fotnoter
1. ↑  Todor Krastev (19 mars 1980). ”Men Basketball Olympic Games Moscow (URS) 1980 - 20-30.07 Winner Yugoslavia” (på engelska). Sport Statistics. Arkiverad från originalet den 30 juni 2015. https://web.archive.org/web/20150630224600/http://todor66.com/basketball/Olympic/Men_1980.html. Läst 28 juni 2015.